# Sea Cat
El Sea Cat es un misil superficie-aire de corto alcance fabricado en 1962. Fue diseñado para batir blancos aéreos a baja altura. Es el primer misil de defensa de punto en entrar en servicio naval. Es un misil de probada eficacia, fiable y barato. La Marina Real británica lo reemplazó con el Sea Dart y el Sea Wolf.

## Variantes
- GWS-21 - esta versión era controlada por el radar Tipo 262 el cual controlaba los cañones Bofors 40 mm.[1]
- GWS-22 - usa un radar de control de tiro modificado basado en el MRS-3 (la versión británica del Mark 56).
- GWS-24 - usa el radar de control de tiro WSA-4.

## Características
Se basó en el misil antitanque Malkara. Se lo diseñó para reemplazar los montajes dobles Bofors 40 mm con lanzador cuádruple de misiles. La primera versión, GWS-20, era controlada a ojo, el operador usaba binoculares y un joystick.
Es un pequeño misil subsónico, impulsado por un motor cohete de combustible sólido con dos etapas. En vuelo es dirigido por cuatro alas en flecha, de estructura cruciforme y es estabilizado por cuatro aletas pequeñas en la cola. Se guía por la línea de comandos de visión (CLOS) a través de un radio-enlace, es decir, comandos de vuelo que se transmiten a partir de un operador remoto tanto con el misil y el objetivo a la vista.

## Operadores
- Alemania
- Argentina
- Australia
- Brasil
- Catar
- Chile
- India
- Indonesia
- Irán
- Jordania
- Libia
- Malasia
- Nueva Zelanda
- Nigeria
- Países Bajos
- Reino Unido
- Sudáfrica
- Suecia
- Venezuela
- Zimbabue